# Uranotaenia machadoi
Uranotaenia machadoi är en tvåvingeart som beskrevs av Cunha Ramos 1986. Uranotaenia machadoi ingår i släktet Uranotaenia och familjen stickmyggor.
Artens utbredningsområde är Angola. Inga underarter finns listade i Catalogue of Life.